# Маргарита (графиня Тіролю)
Маргарита Тірольська (нім. Margarete von Tirol, в деяких джерелах згадується прізвисько Maultasch (букв. — «Рот гаманцем»), нар. 1318 — пом. 3 жовтня 1369, Відень) — графиня Тірольська і герцогиня  Каринтійська, під час правління якої ці землі були приєднані до володінь династії Габсбургів. Одна з перших жінок-аристократок Пізнього Середньовіччя, що уклала цивільний шлюб, вигнавши зі свого родового маєтку чоловіка, Яна Генриха Люксембурзького, шлюб з яким був нав'язаний її сім'ї політично, коли Маргарет була ще дитиною.

## Політична ситуація в Тіролі
Після припинення династії Гогенштауфенів в Священній Римській імперії (1254) розпочалось так зване міжцарство (1254—1273). Близько двох десятиліть велась запекла боротьба між різними династіями за імператорську корону і захоплення більшої кількості земель. Одним з епізодів цієї затяжної і кривавої міжусобної війни була боротьба за багате гірське Тірольське графство. Розрізнені графства і герцогства в своїй боротьбі за землі і корону рідко піднімалися до загальноімперської ідеї єдності, найчастіше мало місце бажання зміцнити і розширити свої володіння за рахунок сусіда, щоб отримати корону імператора Священної Римської імперії, а тому часто місцеві інтереси переважали загальні. На троні Імператора Священної Римської Імперії один одного змінювали представники наймогутніших родів, зокрема герцоги Люксембурзькі, Габсбурги, Віттельсбахи тощо.

## Дитячі роки
Маргарита народилась у 1391 році і була другою донькою Генріха Хорутанського, короля Чехії (1307—1310), герцога Каринтії і графа Тіролю (1310—1335), і Адельгейди Брауншвейг-Грюбенхаген. Ймовірно, прізвисько «Маулташ» Маргарита отримала уже в повнолітті, викликавши гнів католицької церкви, оскільки вигнала з родового замку нав'язаного їй чоловіка, Яна Генриха Люксембурського, батько якого, Ян Люксембурзький змінив на троні Чехії батька Маргарет, Генріха Хорутанського, заручившись підтримкою Римської Католицької церкви, давного ворога родини Маргарет. Прізвисько «маулташ» (дослівно — рот-гаманець) може походити з кількох назв, зокрема: історичної народної назви місця розташування родового замку Маргарет в Терлані, де колись була митниця, і з подорожніх стягували мито (Tasche (нім.) — торба, гаманець). Також «маулташ» використовувалось як синонім слів «хвойда», «продажна жінка». Пізніше деякі автори починають трактувати його буквально, приписуючи їй фізичну ваду обличчя, непропорційно великий рот. Зокрема, Ліон Фейхтвангер в художньому романі «Потворна герцогиня Маргарита Маулташ» так описує Маргарет:

«Вона здавалася старшою за свої дванадцяти років. Над товстим, незграбним тілом з короткими кінцівками стирчала велика, безформна голова. Правда, лоб був ясний і чистий, а очі дивилися уважно, швидко, розумно, допитливо; але під маленьким приплюснутим носом по мавпячі виступав потворний рот, величезні видатні щелепи і товста нижня губа. мідно-червоне волосся було позбавлене м'якості і блиску, шкіра суха, сірувата, бліда і в'яла».

В дитячі роки Маргарита проявляє несподівану для її віку допитливість, серйозність, інтерес до державних справ. Вона любила читати вірші класиків, тому що «вони оспівували закон, гідність, почуття обов'язку»

«Дівчинка Маргарита росла в замках Ценоберг, Гріз, Тироль. Навчалася з бажанням і багато. Розпитувала розважливого речистого і лагідного абата Іоанна Віктрінгського про все, що бачила і чула: чому, як. У абатиси Штамського і Зонненбергського монастирів вчилася теології. Пишність, урочиста стрункість літургії викликали в неї захоплення. Вона побіжно говорила і писала латиною і по-італійськи. Полум'яно цікавилася питаннями політики і економіки. Уважно слухала лекції вченого абата з історії і, в той час як інші, нудьгуючи, посміювалися над його абстрактними політичними теоріями, вона, бувало, не наслухається його. Докладно знайомилася через численних іноземних гостей батька з життям інших країн і дворів. Почувши, що Людвіг фон Віттельсбах, Баварець, обраний римським імператором — четвертий, який носив це ім'я, — не говорить латиною, вона глузливо пирхнула. Вона багато подорожувала по країні… Проїжджала, дивлячись навколо уважними, розумними очима, через барвисті міста Меран, Боцен.»

— Ліон Фейхтвангер. Безобразная герцогиня Маргарита Маульташ

Мати Маргарити померла рано, і у вдівця Генріха Хорутанського спадкоїмців чоловічої статі не було. Генрих Хорутанський був герцогом, цей титул дорівнює князівському, і сам або його нащадки чоловічої статі могли би претендувати на трон Імператора Священної Римської Імперії, нарівні з іншими герцогами. Трон Імператора був виборним, і його по черзі посідали представники наймогутніших родів. Але у Генриха було дві доньки. Старша дочка постійно хворіла, тому спадкоємицею могла стати молодша — Маргарита. Проте, в епоху Середньовіччя важко було добитись успадкування і реальної влади по жіночій лінії, тому що жінці відводилась роль об'єкта при чоловікові: дати потомство для спадкування титулу і продовження роду. Незважаючи на те, що титул герцогині, на відміну від графського, має жіночий аналог і є найвищим титулом перед королівським, імовірно, батько Маргарити усвідомлював небезпеку для доньки, якщо в неї залишиться лише титул, і намагався зберегти для неї Тіроль, реальну владу і багаті ресурси: копалини солі і срібла. На Тірольські землі претендували Віттельсбахи, Габсбурги і Люксембурги. Але герцог не здавався, і Маргарита, за домовленістю батька в 1330 році з імператором Священної Римської імперії Людвігом IV, отримала дозвіл бути спадкоємицею Каринтії і Тіролю. Згодом, другою дружиною Генриха Хорутанського стала Беатриса Савойська. Імператор Людвіг IV підписав і гарантував шлюбний договір і право володарювати над Тіролем, якщо донька Генриха вийде заміж. Ймовірно, обидва шлюби — і батьківський, і шлюб неповнолітньої Маргаргарет був методом залагодити міжусобні конфлікти і політичні рахунки ворогуючих родів. Задля владнання політичної кризи і загрози повстання в Чехії, за наказом Імператора. батько Маргарити, Генрих Хорутанський був посаджений там королем як найбільш нейтральний кандидат, який влаштовував і чеську знать, і народ, і німецьких аристократів, які мали сильну політичну позицію у Чехії. Але всього через три роки ситуація кардинально змінилась: підбурена католицькою церквою знать підняла повстання, і трон посів Іоанн Люксембург, який був в гарних стосунказх з Папою, улещуючи його подарунками і підтримкою, і ймовірно через його інтриги Генрих був змушений повернутись до Тіроля, втративши чеський королівський трон. Натомість молодший син Іоанна Люксембурга, Іоанн Генріх, який був молодший за Маргариту на п'ять років, мав стати нареченим доньки Генриха, Маргарити. Її старша сестра Адельгейда померла у віці восьми років в 1325 році.

## Перший шлюб
Маргарита, єдина спадкоємиця Генріха Хорутанського, герцога Тірольського, в 1330 була видана заміж за дев'ятирічного Іоанна Генріха, молодшого брата майбутнього імператора Священної Римської імперії Карла IV. Між ними зразу сформувались відчужені стосунки:

Свого чоловіка — принца Іоганна — вона бачила не дуже часто. Рослий і довготелесий, він здавався все ж не по літах відсталим. Його худе, майже гарне обличчя ставало все грубішим, тупішим, а через маленькі глибоко посаджені очки — все злішими. Він ненавидів книги, ледве вмів писати. Любив фізичні вправи. Ставив птахам тенета, був вправний у соколиного полювання, ловив дичину капканами. Мучив тварин. Над селянами жартував злі жарти. Один селянський хлопець, який не знав принца в обличчя, побив його. Був пійманий, посаджений в колодки, і битий батогами. Принц жадібно дивився на це, підбивав катів.

Маргариту він висміював за її безглузду попівську вченість, при нагоді виривав у неї її рукописи, шарпав зачіску…. З його неотесаністю доводилося миритися. Але в її серці безмовно росли гнів і презирство.

— Лион Фейхтвангер. Безобразная герцогиня Маргарита Маульташ
У 1335 році, коли Генріх IV помер, договір, уладений ним задля забезпечення спадщини і влади Маргарити над Тіролем, почав оспорюватись і врешті був визнаний недійсним: Людвіг Баварський уклав також договір з Габсбургами, за яким Тіроль і Каринтія ділилися між ним і габсбурзькими кузенами Маргарити. Але молода герцогиня не відступила: за допомогою Карла, брата свого чоловіка, їй вдалося відстояти Тіроль. Каринтія ж відійшла до Габсбургів. Тому, фактично Тіролем керував Карл Люксембург, але його правління викликало невдоволення тірольців. Вони звернулися до Маргарити, шлюб якої був бездітний і невдалий, із закликом позбутися правління Люксембургів.
Коли одного разу пізньої осені 1341 року Іоанн Генріх повернувся з полювання, ворота Тірольської фортеці виявилися для нього закритими. Маргарита прогнала свого законного чоловіка і попросила розлучення в Папи Римського. Офіційно причиною розлучення стала неспроможність чоловіка через статеву незрілість. Взагалі постать Маргарити оплутана чутками, тому що ми дізнаємось про неї цілковито з джерел, які належать її ворогам чи конкурентам, а тому важко щось сказати про її справжню особистість. Єдине, що можна сказати з впевненістю, що у Маргарити були надпотужні вороги, навіть серед її кровних родичів, яким був би не зайвим багатий на копалини солі і срібла Тіроль, до того ж доволі ізольований і захищений з усіх боків гірськими хребтами Доломітів. Конкуренція за владу в середовищі панівного стану була звичною навіть між рідними в першому ступені, і тому вчорашні союзники і родичі нині були зацікавлені в тому, щоб вона втратила владу.

### Другий шлюб
Розлучення було затверджено імператором Людовиком IV Баварським, який був гарантом згідно угоди, укладеної з її батьком, збереження її спадку і влади над Тіролем і намагався потроху обмежувати свою залежність від Риму. Він невзовзі затвердив новий шлюб Маргарити зі своїм сином Людвигом, маркграфом Бранденбурзьким. Це один з перших прецедентів цивільного шлюбу, поза схваленням Папи Римського, який не надавав дозволу на розлучення. Предки Маргарити — Майнхард І (прадід) і Майнхард II (дід) провадили сміливу секуляризаційну політику, зміцнювали свою владу над Тіролем, вивівши його з-під панування принців-єпископів Трентського і Бресанонського, утвердивши світську владу задовго до інших німецьких герцогств. Імператори теж хотіли позбутись втручань папського престолу в політичні справи, і саме такою політично упередженою була, ймовірно, справа Маргарити з обома шлюбами. Новий шлюб викликав лють не тільки в представників династії Люксембургів, а й Папи, який не дав дозволу на розлучення на прохання Маргарити. Маргарита і її другий чоловік були відлучені від церкви. А Ватикан доклав усіх можливих зусиль, щоб очорнити образ Маргарити, розповсюджуючи легенди про її потворність, які впливають на її образ в історії досьогодні.
Проте, коли 1348 році вигнаний нею чоловік Ян (Йоганн) Генріх, бажаючи вступити в новий шлюб, звернувся до Папи з проханням про розлучення з Маргаритою, йому, на відміну від Маргарет, було надано дозвіл і розлучення було затверджено, а фактично, ті самі підстави — відсутність шлюбних відносин, які покликані дати потомство, на цей раз були взяті до уваги. Іоганн Генріх також визнавав, що шлюб так і не здійснився, але відкидав звинувачення в імпотенції. Розлучення було оформлено 21 липня 1349 року. Однак ще десять років діяло відлучення від церкви Маргарити і Людвіга і стільки ж не визнавався папською курією їх подружній союз. Людвіг V, не бажаючи конфлікту з Габсбургами, відновив мирні відносини з Австрією. За підтримки Альбрехта II, клопотав перед Папою Іннокентієм VI, і лише в 1359 році відлучення було скасовано.

## Відносини з Габсбургами
У 1347 році чоловік Маргарити став герцогом Баварії. Це різко збільшило баварський вплив в Тіролі і створив передумови для подальшого об'єднання держав. У 1361 році Людвіг V помер і співправителем Маргарити в Тіролі став їхній син Мейнхард III. В 1360 роках тиск з боку Габсбургів на Маргариту Тірольську посилився. Австрійський герцог Рудольф IV, якому Карл IV у своїй Золоті Буллі 1356 року відмовив у праві бути навіть курфюрстом, вів активну кампанію за посилення впливу Австрії у Європі та розширення її території. Тіроль був для нього найважливішим регіоном, оскільки забезпечував зв'язок між великими володіннями Габсбургів в Подунав'ї та їх спадковими землями в Швабії. У 1363 році несподівано помер Мейнхард III, і графиня Маргарита, поступившись австрійському тиску, передала свої володіння Рудольфу IV Габсбургу. Причиною її зречення були вказані «особливі обставини» і «слабкість жіночої статі». Баварія намагалася перешкодити встановленню австрійської влади над Тіролем і вторглася на територію графства, проте Габсбурги в 1364 році розбили баварців. У 1369 році Баварія офіційно відмовилася від своїх претензій, отримавши за це величезну грошову компенсацію. Таким чином Тіроль втратив незалежність і був включений до складу Австрійської монархії, в складі якої перебував аж до 1918 року.

## Кінець життя
Залишок життя Маргарита провела при австрійському дворі і в 1369 році у віці п'ятдесяти одного року померла у Відні. Один з районів Відня носить її ім'я: Відень-Маргаретен. За умовою Рудольфа IV Маргарита не могла більше відвідувати Тіроль. Згідно з діючими в Німеччині правилами успадкування, її права повинні були перейти Фредеріку III, королю Сицилії і синові двоюрідної сестри Маргарити. Однак сицилійський король не мав ні можливості, ні бажання конфліктувати з Габсбургами, і Тіроль назавжди залишився у володінні Австрії.

## Походження прізвиська

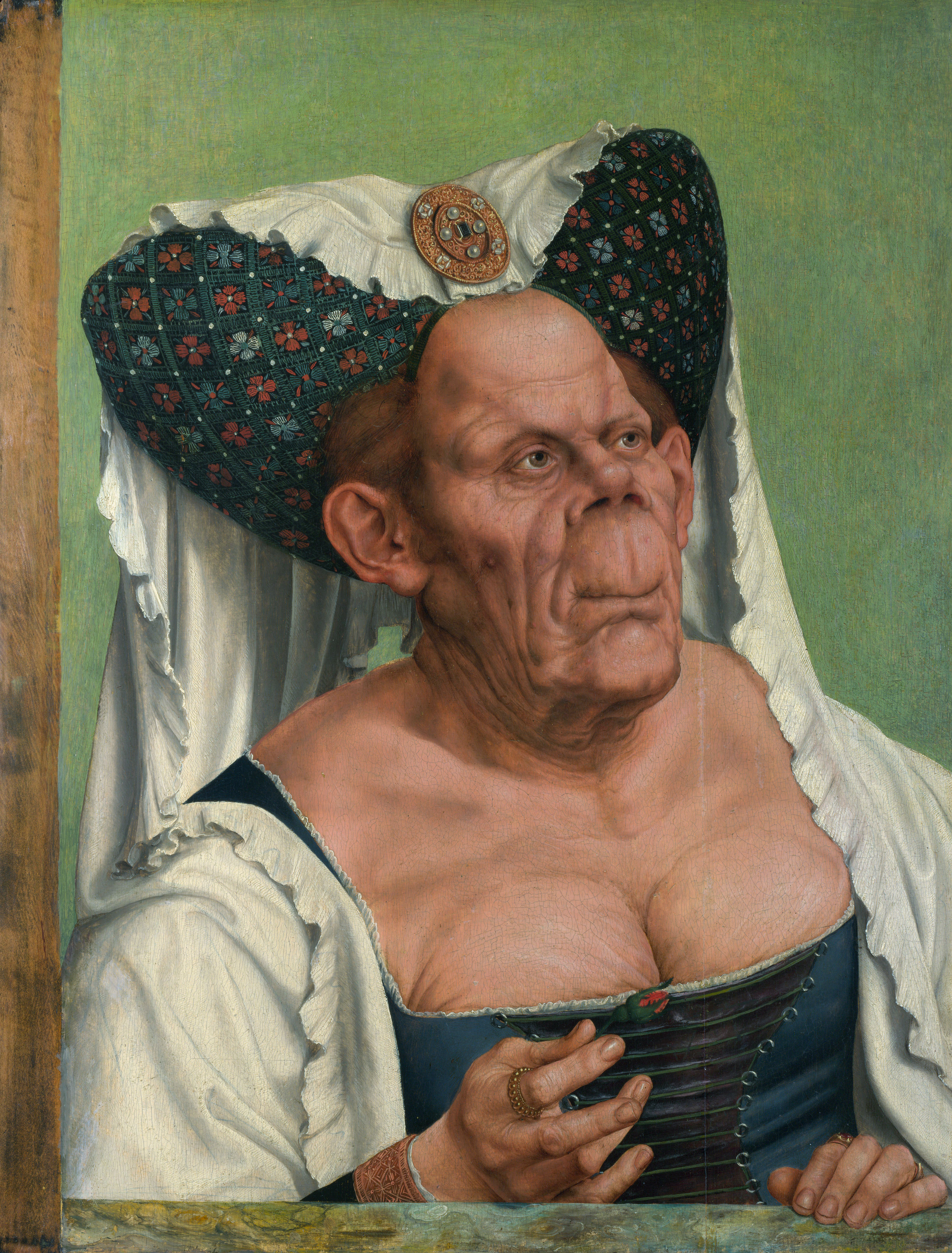
Потворна герцогиня,
(Квентін Массейс, 1525 −1530)

Вперше прізвисько Маульташ згадується в 1366 році в третьому баварському продовженні «Саксонської всесвітньої хроніки» та повторюється в 1393 році в «Австрійської хроніці». Його значення тлумачиться по різному: «Маульташ» (нім. Maultasch), буквально означає «пельмень», що напевно натякає на її непривабливу зовнішність. Існує інша інтерпретація — «повія», «порочна жінка». Так її характеризували політичні супротивники і церква. Деякі історики вважають, що воно походить від назви замка Маргарити в Південному Тіролі. З першої чверті 15 століття утвердилася думка, що у Маргарити був потворний рот, чим вона і заслужила своє прізвисько «Маульташ» («рот гаманцем»).

## Образ «потворної герцогині» в мистецтві

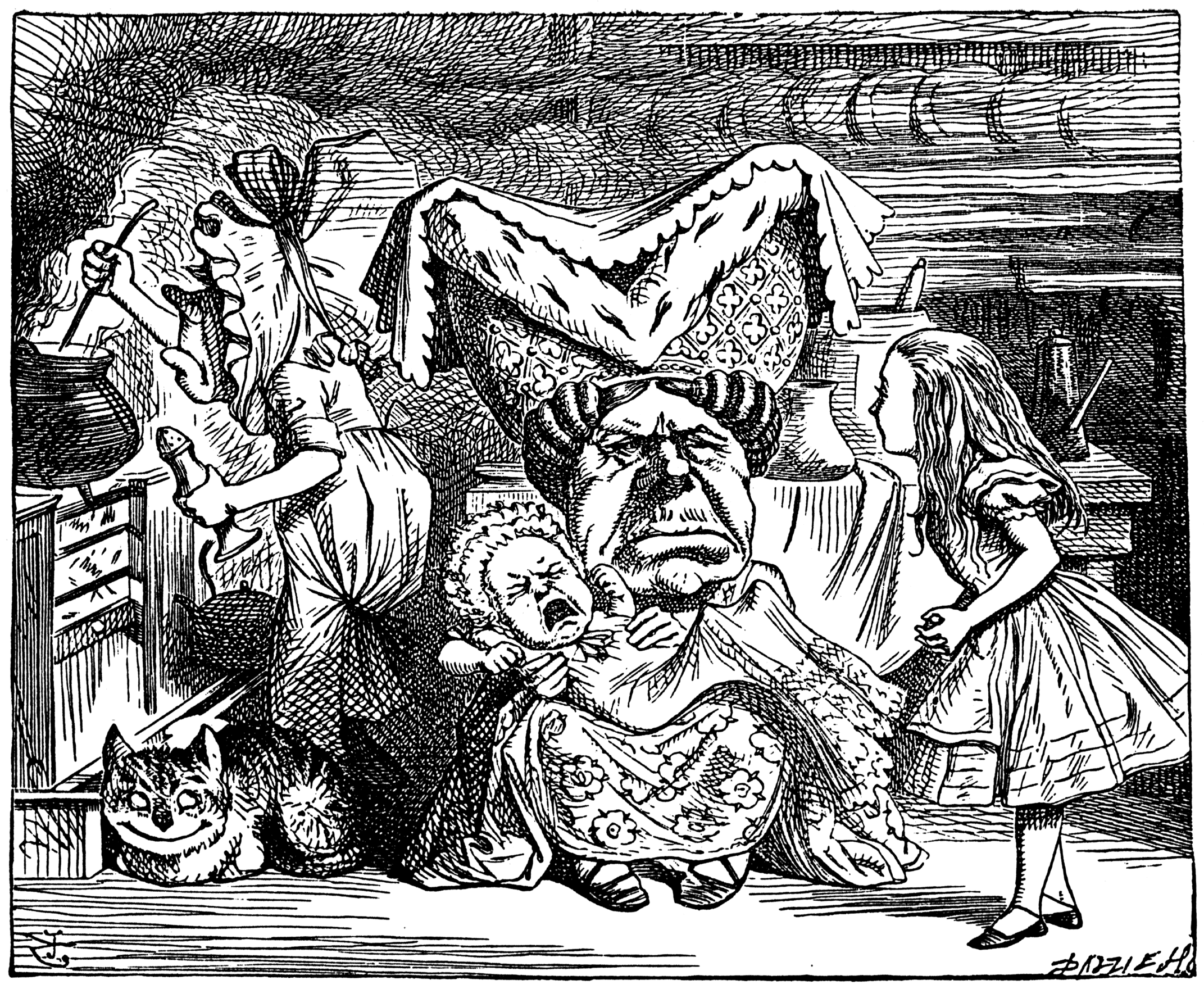
Герцогиня на ілюстрації Дж. Теннієл до «Аліси в країні чудес»

Відомим є єдине прижиттєве зображення Маргарити Тірольської: на її особистій печатці — струнка жінка в повний зріст, риси обличчя розібрати важко. За описом її сучасника, хроніста Йоганна фон Вінтертура, Маргарита була дуже красивою жінкою. Через майже два століття фламандський художник Квентін Массейс написав сатиричний портрет, обігруючи чутки про «потворну герцогиню». Однак якою в дійсності була зовнішність графині, судити неможливо: на іншому портреті 16 століття вона зображена досить нейтрально. Образ «найпотворнішої жінки в історії» не міг не знайти свого відображення в мистецтві. У 1816 році Якоб Грімм, один з братів Грімм, використав легенду про Маргариту Тірольську, опублікувавши її у збірці «Німецькі саги». Пізніше образ «потворної герцогині» неодноразово використовувався в мистецтві і літературі. В 1923 році Ліон Фейхтвангер присвятив Маргариті свій другий історичний роман — «Потворна герцогиня Маргарита Маульташ», де передав життєвий шлях Маргарити Тірольської, експлуатуючи чутки про її потворність, які проте, не можуть вважатись достовірними.

## Родина
1 Чоловік — Іоганн Генріх, (1322—1375), син чеського короля Яна Люксембурзького
Діти: не було
2 Чоловік — Людвіг V Віттельсбах, (1315—1361), син Людвіга IV Баварського
Діти: 
- Герман (1343—1360)
- Мейнхард III (1344—1363)
- Дочка (? -?)
- Дочка (? -?)